# Artrología

Esquema de una articulación

La artrología es la rama de la anatomía que se dedica al estudio de las diferentes articulaciones. También se le conoce como sindesmología. La articulación es el conjunto de partes blandas y duras, por medio de las cuales se unen dos o más huesos próximos, siendo esta la conexión funcional entre los huesos del esqueleto. Sus principales funciones son: permitir el desplazamiento del cuerpo en el espacio, posibilitar el desplazamiento de los  entre sí y también permiten la correcta postura corporal.  
Una articulación es una estructura que funciona como elemento conector de diferentes piezas óseas o cartilaginosas del esqueleto. Generalmente las articulaciones entrañan la idea de movimiento, pero también funcionan como elemento de fijación firme para la unión de huesos.
Juegan un papel importante en los movimientos corporales, desde respirar y caminar hasta labores evolutivamente complicadas como el 5 de herramientas.

## Clasificación
Las articulaciones se pueden clasificar de acuerdo a su ubicación topográfica:
- Articulación de la columna vertebral
- Articulación de la cabeza
- Articulación del tórax
- Articulación de los miembros, tanto superiores como inferiores

También se pueden clasificar de acuerdo a su grado de movilidad:
- Inmóviles (sinartrosis): se encuentran generalmente en el cráneo y la cara, estas se dividen en sindesmosis(se desarrollan en el tejido conjuntivo del cráneo. Ej: A. parieto-parietal, parieto-frontal, etc) y sincondrosis (ocurre cuando el tejido mesenquimático se transforma en tejido cartilaginoso . Ej: esfeno-occipital, apófisis estiloides del temporal.)
- Semimóviles (anfiartrosis): estas se dividen en anfiartrosis típicas o verdaderas, en la cual las superficies articulares se unen por fibrocartílago interóseo y es cubierto por cartílago hialino(Ej: unión entre vértebras). También está la diartroanfiartrosis, en la cual las superficies articulares en vez de ser continuas presentan una hendidura en su parte central (ej: sínfisis púbica).
- Móviles (Diartrosis): generalmente son las articulaciones en los huesos que sirven como "palancas", se caracterizan, porque para que funcionen deben tener ciertos elementos anatómicos: superficies articulares (parte de huesos próximos entre sí), cartílago hialino (cartílago fibroso que cubre cierta parte de los huesos próximos), ligamento capsular o cápsula (tejido conjuntivo fibroso que envuelve las superficies articulares para que no se dañen entre sí).

Las diartrosis más conocidas son:
Enartrosis: (ej: articulación escapulo-humeral,  coxo-femora) al ser una articulación que posee una esfera permite todos los movimientos.
Condiloartrosis: (ej: condilo del húmero con la cúpula del radio)posee todos los movimientos menos rotación.
Trocleartrosis: (ej: troclea del húmero con la cavidad sigmoidea mayor del cúbito) los movimientos que puede hacer son solamente; flexión y extensión.
Otras diartrosis: trocoides, artrodias, encaje recíproco.
Las articulaciones según su conformación, se dividen en:
- Cartilaginosas: Conservan el ensamblaje óseo por medio de un cartílago y no poseen cavidad sinovial.
- Fibrosas: Mantienen unidos los huesos gracias al tejido conectivo fibroso, el cual contiene abundantes fibras de colágena, y carece de cavidad sinovial.
- Sinoviales: Los huesos que forman este tipo de articulación cuentan con una cavidad sinovial; se mantienen juntos por la acción del tejido conectivo denso y regular de una cápsula articular y con frecuencia por el trabajo de los ligamentos.

## Articulaciones Fibrosas
Estas articulaciones se caracterizan por tener tres superficies articulares unidas por tejido fibroso, bien entre dos huesos desarrollados a partir de tejido fibroso, bien entre dos huesos desarrollados a partir de tejido cartilaginoso. En el primer caso, la articulación es una sindesmosis; en el segundo, se trata de una sutura masificada que corresponde al resto de la familia del sistema articular.
Las suturas se dividen, dependiendo de la configuración de las superficies articulares, en dentada, escamosa y plana. En la sutura dentada, los huesos se unen por engranaje de las superficies articulares, que presentan una especie de dientes. La sutura escamosa es una sutura dentada en que las superficies articulares están talladas en bisel. La sutura plana se caracteriza por superficies articulares relativamente planas y sin dientes. Finalmente, se da el nombre de esquindilesis a aquella articulación cuya una de sus superficies, en forma de cresta, se enclava en la superficie opuesta, en forma de ranura. La articulación del hueso vómer con el hueso esfenoides es un ejemplo de esquindilesis.

## Articulaciones Cartilaginosas
En las articulaciones cartilaginosas, las superficies articulares, planas o cóncavas, recubiertas de cartílago, se unen por medio de un ligamento interóseo, fibroso o fibrocartilaginoso, que se extiende entre las superficies articulares, y b)por ligamentos periféricos que recubren el contorno del ligamento interóseo. El tejido intermedio o ligamento interóseo puede diferenciarse en cartílagohialino y entonces la articulación se denomina sincondrosis, o bien en una masa de tejido fibrocartilaginoso situada entre las superficies articulares que recibe la denominación de sínfisis. Ocasionalmente, las sínfisis pueden presentar en su parte central un esbozo de cavidad articular, por lo que en ocasiones se han considerado articulaciones intermedias entre las articulaciones sinoviales y las cartilaginosas, y han recibido el nombre de articulaciones sinoviocartilaginosas.

## Articulaciones Sinoviales
Las articulaciones sinoviales presentan: a) superficies articulares lisas, que se hallan separadas por una cavidad articular y se mueven unas sobre otras; b) una cápsula articular y ligamentos, y c) una membrana sinovial.

## Superficies Articulares
Las superficies articulares están siempre revestidas de cartílago, denominado cartílago articular. Este cartílago presenta una superficie libre, lisa y pulida. Su espesor es proporcional a la presión que soporta por unidad de superficie. Sólido, flexible, elástico y liso, el cartílago articular facilita los deslizamientos, protege la superficie ósea e impide el desgaste del hueso.
a) Disco o menisco articular. Con frecuencia las superficies articulares no se adaptan exactamente. En este caso, las concordancia se restablece mediante láminas fibrocartilaginosas interarticulares denominadas meniscos articulares. Las caras libres y lisas de los meniscos se aplican exactamente sobre las superficies articulares correspondientes. Su contorno se adhiere a la cápsula. en ocasiones el menisco forma un tabique completo o disco articular, que divide la cavidad articular en dos porciones. Otras veces el tabique es incompleto; las superficies articulares entran en contacto en el centro de la articulación y se separan una de otra en su periferia; el menisco se reduce entonces a un anillo situado entre las porciones periféricas de las superficies articulares.
b) Rodetes periarticulares. Se denominan así los anillos fibrocartilaginosos dispuestos alrededor de las cavidades articulares. Los rodetes se diferencian de los meniscos por el hecho de que sólo una de las dos caras del rodete es libre y articular, mientras que la otra se adhiere a la superficie articular correspondiente. Los rodetes aseguran, al igual que los meniscos, la perfecta adaptación de las superficies articulares. Al mismo tiempo, aumentan la extensión y profundidad de la superficie articular a que pertenecen.

## Cápsula articular y ligamentos
Las superficies articulares se mantienen en contacto mediante una cápsula articular y ligamentos. La cápsula articular es un manguito fibroso que se une al contorno o a las proximidades de las superficies articulares.
La cápsula es tanto más laxa cuanto más móvil es la articulación y más amplios son sus movimientos.
La cápsula puede fijarse bien en la vecindad inmediata del cartílago articular, bien a una distancia más o menos grande del revestimiento cartilaginoso. La inserción de la cápsula a distancia del cartílago se observa en las articulaciones muy móviles. Resulta evidente que la movilidad de la articulación es tanto mayo cuanto más alargada es la cápsula.
La inserción capsular se efectúa además siempre más allá de las superficies articulares, hasta el límite de las superficies óseas opuestas, aunque no articulares, que se rozan o simplemente entran en contacto en los movimientos de la articulación.
La cápsula articular presenta en algunos lugares refuerzos, denominados ligamentos, que se sitúan allí donde la cápsula debe presentar una mayor resistencia.
No todos los ligamentos son refuerzos capsulares. Algunos están situados a distancia de la cápsula y corresponden, la mayoría de las veces, a tendones o músculos que, en su origen, estaban en relación con la articulación. Posteriormente, estos músculos han tomado nuevas inserciones o bien han perdido toda función; sin embargo, el tendón primitivo, próximo a la articulación, persiste y se transforma en un ligamento (Sutton).